# هانيبال كوب
هانيبال كوب دراما بوليسية أمريكية قديمة. تم بثها على ABC من 9 يناير 1950 حتى 11 مايو 1951.

## القصة
كان هانيبال كوب محققًا ويوصف في بداية كل حلقة بأنه «... قصة درامية عن الصراع البشري تُروى بوضوح...»
في النسخة الإذاعية كان البرنامج فريدًا من حيث أنه تم بثه في النهار بعكس المسلسات الأخرى.